# A Ré Misteriosa
A Ré Misteriosa foi uma telenovela exibida pela TV Tupi de 2 de maio a 28 de julho de 1966, escrita por Geraldo Vietri a partir do romance de J. Lorenz e dirigida pelo próprio Vietri.

## Enredo
Mulher abandona o marido e o filho pequeno depois de um escândalo. Ao ficar só, quer voltar ao lar mas é preterida e acaba na marginalidade, cometendo um crime. No seu julgamento será defendida pelo próprio filho.

## Elenco
- Nathália Timberg .... Elisa
- Lima Duarte .... Fernando
- Hélio Souto .... Marcelo
- Eleonor Bruno .... Madalena
- Marisa Sanches .... Roberta
- Juca de Oliveira .... Sílvio
- Maria Luiza Castelli .... Flora
- Elias Gleiser .... Batista
- Marcos Plonka
- Maria Célia Camargo .... Natália
- Sebastião Campos
- Annamaria Dias
- Marlene França
- Ênio Gonçalves
- Renê Dantas .... Marcelo criança
- Francisco Toledo
- Teresa Campos
- Norah Fontes
- Luiz Humberto
- Laerte Aparecido